# Qasr al-Banat
Koordinaten: 35° 56′ 52,9″ N, 39° 1′ 34,3″ O

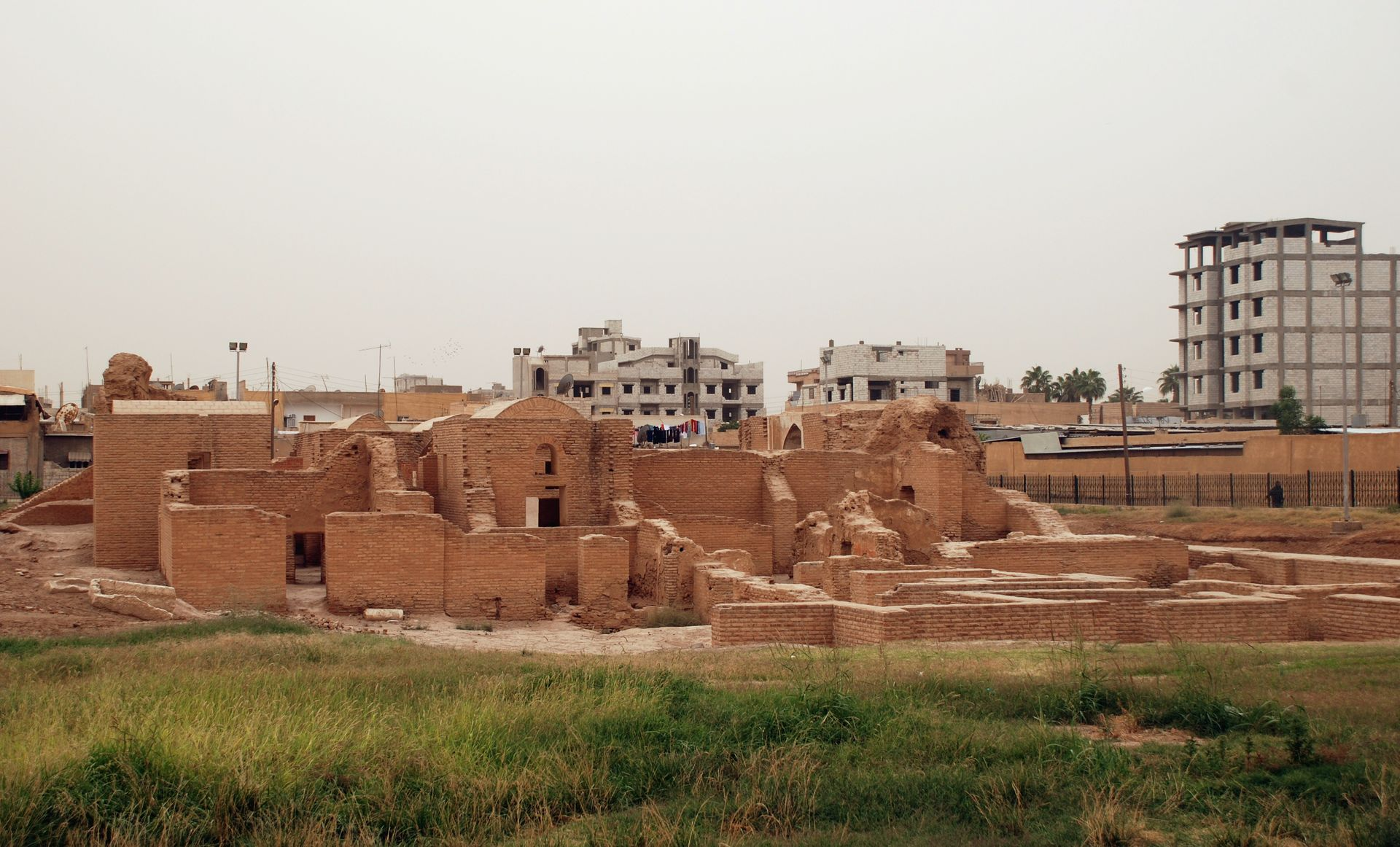
Gesamtansicht von Osten. Die Iwan-Gewölbe ragen im hinteren Bereich heraus

Qasr al-Banat (arabisch قصر البنات, DMG qaṣr al-banāt ‚Mädchenschloss‘) ist die Backsteinruine einer Residenz aus dem 12. Jahrhundert in der syrischen Stadt ar-Raqqa.

## Lage
Das Gebäude liegt im Bereich der ehemals befestigten abbasidischen Stadt ar-Rafiqa, etwa 150 Meter westlich der Ostmauer und 400 Meter nördlich des Bagdad-Tores. Als sich in den 1970er Jahren die moderne Stadt ar-Raqqa rasch auszudehnen begann, wurde das gesamte historische Gelände überbaut. Auch das archäologische Areal beim Qasr al-Banat wurde durch neue Wohnbauten soweit reduziert, dass nur ein freier Platz von 80 Meter Breite und 200 Meter Länge übrigblieb, der im Osten von der Stadtmauer und an den übrigen Seiten von Straßen und Häuserzeilen begrenzt wird.

## Geschichte
Die römisch-byzantinische Stadt Callinicum wurde 639 von den Arabern erobert und in ar-Raqqa („die Flussniederung“) umbenannt. Der Umayyaden-Kalif Hischam (691–743) soll laut mittelalterlichen Quellen einen Kilometer westlich zwei Paläste erbaut haben. An diesem neuen Platz ließ der Abbasiden-Kalif al-Mansur (709/713–775) eine neue Stadt ar-Rafiqa („die Gefährtin“) als Grenzfestung gegen die Byzantiner errichten und durch eine hufeisenförmige Stadtmauer befestigen, deren gerade Seite im Süden parallel zum damaligen Flussbett des Euphrat verlief. Die spätantike/umayyadische Stadt wurde im 10. Jahrhundert aufgegeben und ist heute vom östlichen Vorort Mischlab restlos überbaut. Ar-Rafiqa wurde zum Wohnsitz von Hārūn ar-Raschīd (um 763–809). Er gründete außerhalb der Stadtmauer im Nordosten einen Palastbezirk, der Mitte des 20. Jahrhunderts archäologisch dokumentiert, aber zwischenzeitlich überbaut wurde. Aus dieser Zeit sind abgesehen von der östlichen Stadtmauer noch die Freitagsmoschee (deren sichtbare Reste von der Restaurierung und vom Umbau 1165/66 unter Nur ad-Din Mahmud stammen) innerhalb der Stadt erhalten.
Um 1900 wurden die Ruinen von ar-Raqqa mehrmals untersucht. Bislang grundlegend ist die Dokumentation von Ernst Herzfeld, der zusammen mit Friedrich Sarre bei dem archäologischen Survey des Zweistromlandes zwischen Euphrat und Tigris im Jahr 1907 ar-Raqqa eingehend erforschte. Wenig später, 1909, besuchte Gertrude Bell die damals weitgehend unbewohnte Ruinenstadt. Ihre Beschreibung enthält auch Informationen zum Qasr al-Banat.

## Bauform

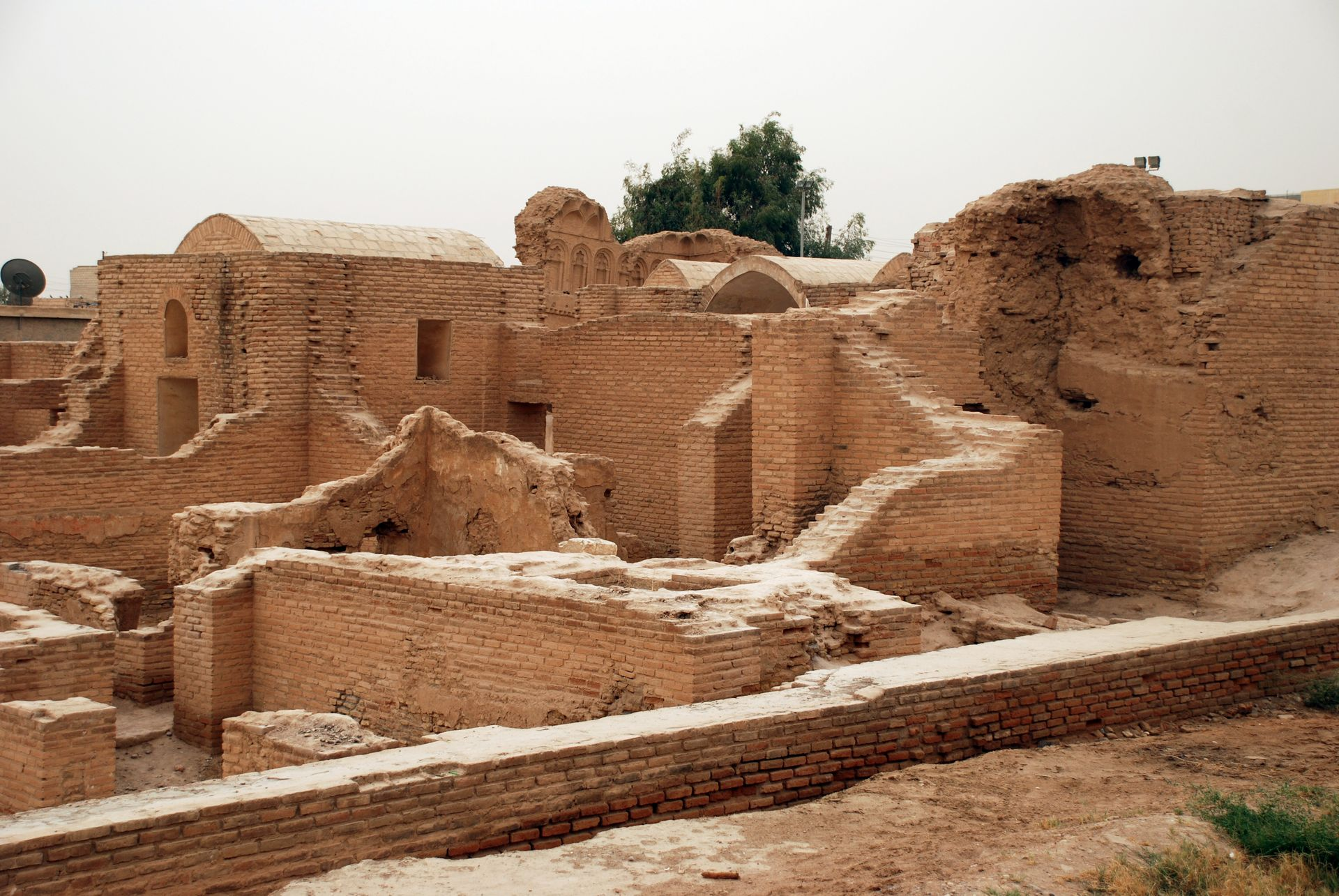
Mutmaßliche Rekonstruktion mit neu gebrannten Ziegeln. Einzig erhaltene Wandoberfläche Mitte Hintergrund. Ansicht von Nordwesten

Qasr al-Banat ist ein von Kassem Toueir nach Bauplan und Ornamentformen in die Zengiden- und Ayyubidenzeit des 12. Jahrhunderts datiertes Monument, dessen Ursprünge in das 9. Jahrhundert zurückgehen. Schriftliche Quellen, die einen Erbauer erwähnen, gibt es nicht. Der spätere ayyubidische Geschichtsschreiber Ibn Nazif al-Hamawi erwähnt einen Dār al-Atābak („Palast des Atabak“). Da atābak ein zengidischer Titel war, fällt der Palast wahrscheinlich in deren Herrschaftszeit.
Die Anlage besteht im Zentrum aus einer klassischen Vier-Iwan-Anlage, bei der vier mit Spitztonnen überwölbte Hallen aus Backstein um einen offenen Hof mit einer Fläche von 9 × 9,7 Metern angeordnet sind. Die seitlichen, halboffenen Hallen im Osten und Westen maßen 3,8 × 5,3 Meter. Auf der zentralen Achse von Süden nach Norden waren drei an den Hof grenzende Räume zu erreichen. Der Gang durch den mittleren Raum führte über eine Freifläche zu einem überkuppelten Iwan.
Die Grundform dieser Bauanlage ist iranischen Ursprungs und war im 12. Jahrhundert in Syrien sehr selten. Nur die ebenfalls unter Nur ad-Din in Damaskus erbaute Koranschule (madrasa) und das Krankenhaus (maristan) haben diesen Bauplan, der im Iran bei Moscheen, Palästen und Karawansereien verbreitet war, im Zentrum ihrer Anlage.
Die nördliche Haupthalle hat über die gesamte Breite des Innenhofs einen dreischiffigen Vorraum. Die umgebenden insgesamt 41 Räume sind unregelmäßig und nicht symmetrisch. Von 1977 bis 1982 legte Kassem Toueir für den syrischen Antikendienst gleichzeitig mit dem westlich der Stadt gelegenen Siegesmonument Heraqla die Anlage frei und ließ sie mit möglichst originalgetreu gebrannten Ziegeln teilweise wieder aufbauen. Die jetzt zu sehenden Mauern und Iwanbögen sind überwiegend rekonstruiert. Eine Vorstellung der ursprünglich verputzten Oberflächen bietet ein schrägstehendes dreigeschossiges Wandsegment mit Stuckdekor. Dort sind im oberen Bereich die Reste von einst dreifach übereinandergestaffelten Muqarnas erkennbar, darunter gestufte Rundbogennischen mit Vielpassformen. Als Friedrich Sarre und Ernst Herzfeld die Anlage 1907 besuchten, gefolgt von Gertrude Bell 1910, fanden sie diesen Gebäudeteil als einzigen über einem ansonsten flachen Ruinenfeld aufrechtstehend.
Das Areal ist eingezäunt und normalerweise verschlossen, aber von allen Seiten einsehbar.